# Hołynka (gmina w powiecie augustowskim)
Hołynka (alt. Gołynka) – dawna gmina wiejska istniejąca do 1939 roku w woj. białostockim (obecnie na pograniczu Polski i Białorusi). Siedzibą gminy była Hołynka.
Za Królestwa Polskiego gmina należała do powiatu augustowskiego w guberni suwalskiej. 31 maja 1870 do gminy przyłączono kilka wsi z gminy Wołłowiczowce.
W okresie międzywojennym gmina Hołynka należała do powiatu augustowskiego w woj. białostockim. 
Według Powszechnego Spisu Ludności z 1921 roku gmina zamieszkiwana była przez 4442 osoby, wśród których 4116 zadeklarowało wyznanie rzymskokatolickie, 242 prawosławne a 84 mojżeszowe. Jednocześnie 4437 mieszkańców zadeklarowało polską przynależność narodową, 2 inną a 3 żydowską.
Po wojnie obszar gminy Hołynka został przedzielony granicą państwową; mniejsza zachodnia część pozostała w Polsce (włączono ją do gminy Lipsk), natomiast większa wschodnia część weszła w struktury administracyjne Związku Radzieckiego. Gmina Hołynka jest jedną z czterech gmin powiatu augustowskiego, które po wojnie znalazły się poza granicami Polski.
Nie mylić z gminą Hołynka w powiecie grodzieńskim w tymże województwie, która leżała dużo dalej od Grodna (na samym południu powiatu grodzieńskiego) niż gmina Hołynka w powiecie augustowskim. Obie gminy zostały po wojnie przedzielone granicą państwową.

## Miejscowości
Miejscowości i osady na podstawie spisu powszechnego z 30 września 1921.
- Wsie: Bartniki, Bojary, Bukcin, Dolinczany, Dorguń, Ginowicze, Hołynka, Komisarowo, Kopczany, Kresówka, Kułakowszczyzna, Lichosielce, Markowce, Perstuń, Racicze, Rakowicze, Zofiowo
- Folwarki: Andzin, Hołynka, Kułakowszczyzna, Lipszczany, Nutkowszczyzna, Perstuń, Puciatowszczyzna, Słomkowszczyzna, Todość, Witkowszczyzna
- Osady: Kowalewszczyzna (Królewszczyzna), Puciatowszczyzna
- Kolonie: Kresówka, Nutkowszczyzna
- Leśniczówki: Bielewszczyzna